# Tripteroides quasiornatus
Tripteroides quasiornatus är en tvåvingeart som först beskrevs av Taylor 1915.  Tripteroides quasiornatus ingår i släktet Tripteroides och familjen stickmyggor. Inga underarter finns listade i Catalogue of Life.